# 帕萨迪纳 (加利福尼亚州)
帕萨迪纳（/ˌpæsəˈdiːnə/），是美国加利福尼亚州南部洛杉矶县的一座城市，位於洛杉矶市中心东北方11英里（18公里）处。
它是圣盖博谷人口最多的城市和主要的文化中心。由于帕萨迪纳本身拥有一个有规模的市中心区域，观察家认为它既是附近洛杉矶的一个郊区，又是周围地区重要的城市中心。
根据2010年美国人口普查，其人口为137,122人，2019年估计为141,029人，成为加州第41大城市，洛杉矶县第9大城市。帕萨迪纳于1886年6月19日成立，成为继洛杉矶市之后（1850年4月4日），洛杉矶县最早成立的城市之一。
帕萨迪纳因每年举办玫瑰碗美式足球比赛和玫瑰花车游行而闻名。帕萨迪纳还是许多科学和文化机构的所在地，包括著名的理工科院校加州理工学院，以及帕萨迪纳市立学院、福乐神学院、艺术中心设计学院、帕萨迪纳剧场（Pasadena Playhouse）、大使礼堂（Ambassador Auditorium）、诺顿·西蒙博物馆和USC太平洋亚洲博物馆（USC Pacific Asia Museum），喷气推进实验室在附近的拉肯亚达─弗林楚奇。

## 公共交通
帕萨迪纳市的公共交通包含轻轨及公交车两部分。
洛杉矶轻轨L线（原称金线）在帕萨迪纳的核心区域设有湖、纪念公园，德尔马等站点。从帕萨迪纳坐轻轨到洛杉矶市中心的唐人街和联合车站仅需约20分钟，在联合车站可换乘洛杉矶地铁B线（原称红线）及洛杉矶地铁D线（原称紫线）前往韩国城，洛杉矶市政厅，好莱坞，环球影城等热门地点。具体巴士或轨交线路及班次信息可用Transit App，谷歌地图，苹果IOS自带地图和LA Metro官网 （页面存档备份，存于）查询。
公交车服务主要由山麓公交公司，洛杉矶郡都会运输局（LA Metro）和帕萨迪纳公交公司三家公司提供。其中，帕萨迪纳公交的公交车运营范围主要位于帕萨迪纳市内，而LA Metro的公交车会连接帕萨迪纳和洛杉矶都会区的其他城市，如格伦代尔，北好莱坞，阿罕布拉，天普市等地。
山麓公交公司运营的187路在帕萨迪纳市内行走于科罗拉多大道，途经蒙诺维亚老城, Westfield Santa Anita购物中心,Hastings Village购物区，帕萨迪纳城市学院（Pasadena City College）, 帕萨迪纳老城区等重要地点。187路发车间隔为工作日15-20分钟一班，周末每半小时一班。具体请参见Foothill Transit官网 （页面存档备份，存于）
除官网外，巴士或轨交线路及班次信息也可用Transit App，谷歌地图和苹果自带地图查询。
包括LA Metro， Foothill Transit和Pasadena Transit在内的大洛杉矶地区所有公交公司（但不包括Metrolink南加州都会铁道）均可使用TAP Card交通卡支付车票。

## 体育

### 玫瑰碗体育馆
除了每年元旦举行的玫瑰碗比赛以及每三年举办一次的大学美式足球季后赛半决赛外，该体育场还是UCLA棕熊队美式足球队的主场，并曾举办过五次超级碗和多次BCS全国锦标赛。举办过的重要足球赛事包括1984年夏季奥林匹克运动会足球比赛、1994年國際足協世界盃決賽以及1999年国际足联女子世界杯决赛。
从1996年球队成立之初到2003年，玫瑰碗体育场一直是美国职业足球大联盟球队洛杉矶银河队的主场，之后球队迁至位于加利福尼亚州卡森市的专业足球场——家得宝中心（Depot Center）（现名：尊嚴健康體育公園）。此外，该场馆还曾主办1998年美国职业足球大联盟杯。体育场内还举办过许多音乐会和其他活动，例如2014年8月2日碧昂丝和Jay Z的“On the Run Tour”巡回演唱会。

### 水上运动中心
玫瑰碗水上运动中心紧邻玫瑰碗体育场。该游泳馆曾作为2000年美国奥运会游泳队和跳水队的最终训练场地。2008年，该场馆举办了美国全国跳水锦标赛。

### 网球中心
玫瑰碗网球中心（The Rose Bowl Tennis Center）由帕萨迪纳市运营，位于玫瑰碗体育场的正南方。

### 职业五人制足球
帕萨迪纳市也是职业五人制足球队“帕萨迪纳紫牛队”（Pasadena Purple Cows）的所在地，该队是美国五人制足球联赛的一支队伍。紫牛队是TSC五人制足球联赛第三赛季的一支扩军球队，之后在第四赛季闯入冠军赛，决赛中以3-4负于“新泽西流氓队”（Jersey Hooligans）。副队长克里斯·戴利（Chris Dailey）在取得10个进球的赛季表现后，被评为第四赛季的最有价值球员（MVP）。

## 姐妹城市和友好城市

### 姐妹城市
帕萨迪纳姐妹城市委员会（Pasadena Sister Cities Committee）是帕萨迪纳市与相应姐妹城市保持联系的官方组织，帕萨迪纳市市长和副市长是委员会的自动成员。
根据国际姊妹城市组织 (SCI) 和帕萨迪纳市姐妹城市委员会的统计，帕萨迪纳市共有六个姐妹城市：
- 德国路德維希港，德国莱茵兰-普法尔茨（1948年）早于1956年成立的国际姐妹城市组织
- 日本靜岡縣三島市（1957年）
- 芬兰耶爾文佩（1983年）[14]
- 亞美尼亞瓦纳佐尔（1991年）
- 中华人民共和国北京市西城區（1999年）
- 塞内加尔达喀尔高原（英语：Dakar-Plateau） (2019年) [15]

### 友好城市
- 日本春日部市（1993年）
- 京畿道坡州市（2009年）

## 外部連結
维基共享资源上的相關多媒體資源：帕萨迪纳
34°09′22″N 118°7′55″W / 34.15611°N 118.13194°W